# Велика сила
Велика сила е държава, която разполага с извънредно голяма икономическа, военна и политическа мощ, които ѝ дават възможност да взима участие в решаването на конфликти в глобален план.
Терминът започва да се използва след Виенския конгрес от 1815 година, на която петте водещи монархии в Европа – Русия, Франция, Великобритания, Австрия и Прусия – се договарят да се подкрепят взаимно и да запазят статуквото в Европа. Коалицията между петте държави спомага за запазването на стабилността в Европа за следващите 40 години и е прекъсната едва с избухването на Кримската война.
За българите в края на 19 век „Великите сили“ са Великобритания, Австро-Унгария, Франция, Германия, Италия и Русия – държавите, които са „разкъсали“ младата българска държава на Берлинския конгрес през 1878 г. Това е причината терминът по отношение на онзи период от българската история да е зареден с преобладаващ негативен смисъл и да е синоним за голяма и властна държава, която се меси във вътрешните работи на други страни в свой интерес и пречи те да се развиват самостоятелно.
За Япония след руско-японската война (1904 – 1905), а за САЩ след участието им в Първата световна война, също се говори като за велики сили.
Краят на Втората световна война променя виждането за понятието велика сила. В днешно време, след създаването на Организацията на обединените нации (ООН) през 1945 г., под „Велики сили“ се разбират обикновено 5-те държави, постоянни членове на Съвета за сигурност на ООН (създаден по силата на договорка от Ялтенската конференция), а именно САЩ, Русия, Великобритания, Франция и Китай, а през 21 век – респективно и в икономически аспект – ЕС + Япония и Южна Корея.
|                         | 1815                                                                     | 1878                                                                     | 1900                                                                     | 1919                                                                     | 1938                                                                     | 1946                                                                     | 2000                                                                     |
| ----------------------- | ------------------------------------------------------------------------ | ------------------------------------------------------------------------ | ------------------------------------------------------------------------ | ------------------------------------------------------------------------ | ------------------------------------------------------------------------ | ------------------------------------------------------------------------ | ------------------------------------------------------------------------ |
| Австрия/Австро-Унгария  | Австрия                                                                  | Австро-Унгария                                                           | Австро-Унгария                                                           |                                                                          |                                                                          |                                                                          |                                                                          |
| Великобритания          | Великобритания                                                           | Великобритания                                                           | Великобритания                                                           | Великобритания                                                           | Великобритания                                                           | Великобритания                                                           | Великобритания                                                           |
| Китай                   | Династия Цин                                                             |                                                                          |                                                                          |                                                                          | Република Китай                                                          | Република Китай                                                          | Китайска народна република                                               |
| Франция                 | Кралство Франция                                                         | Френска република                                                        | Френска република                                                        | Френска република                                                        | Френска република                                                        | Френска република                                                        | Френска република                                                        |
| Германия                | Прусия                                                                   | Германска Империя                                                        | Германска Империя                                                        |                                                                          | Трети райх                                                               |                                                                          | Германия                                                                 |
| Италия                  |                                                                          | Кралство Италия                                                          | Кралство Италия                                                          | Кралство Италия                                                          | Кралство Италия                                                          |                                                                          |                                                                          |
| Япония                  |                                                                          |                                                                          | Японска империя                                                          | Японска империя                                                          | Японска империя                                                          |                                                                          | Япония                                                                   |
| Турция/Османска империя | Османска империя                                                         | Османска империя                                                         | Османска империя                                                         |                                                                          |                                                                          |                                                                          |                                                                          |
| Русия/СССР              | Руска империя                                                            | Руска империя                                                            | Руска империя                                                            |                                                                          | СССР                                                                     | СССР                                                                     | Русия                                                                    |
| САЩ                     |                                                                          |                                                                          | САЩ                                                                      | САЩ                                                                      | САЩ                                                                      | САЩ                                                                      | САЩ                                                                      |
| Легенда                 | Републики и монархии Социалистически страни Страни с нацистко управление | Републики и монархии Социалистически страни Страни с нацистко управление | Републики и монархии Социалистически страни Страни с нацистко управление | Републики и монархии Социалистически страни Страни с нацистко управление | Републики и монархии Социалистически страни Страни с нацистко управление | Републики и монархии Социалистически страни Страни с нацистко управление | Републики и монархии Социалистически страни Страни с нацистко управление |